# Wiktoria Johansson
För andra betydelser, se Wiktoria (olika betydelser).
Wiktoria Vendela Johansson, känd som Wiktoria, född 8 november 1996 i Brämhults församling i Älvsborgs län, är en svensk sångerska och låtskrivare. Hon är syster till sångerskan och låtskrivaren Malin Christin.

## Biografi
Wiktoria Johansson växte upp i Brämhult i Borås och studerade senare på Rytmus musikergymnasium i Göteborg.
2011 medverkade Wiktoria i Lilla Melodifestivalen där hon kom på fjärde plats med sin egenskrivna låt "Jag behöver dig". I samband med detta startade hon gruppen Dash4 The Band ihop med sin vän Hanna Boquist. Tack vare en coverlåt gruppen lade upp på Youtube erbjöds de av Telia att spela in låten "Turn Up the Love", Telias officiella ledmotiv för Eurovision Song Contest 2013 som arrangerades i Malmö. Detta ledde till en sommarturné där Anton Ewalds manager fick upp ögonen för Wiktoria. Detta möte kom att leda till att MoonMan Records, som har PRMD Music som partner, erbjöd henne skivkontrakt som singelartist med mål att släppas internationellt.
Wiktoria debuterade i melodifestivalsammanhang genom sin medverkan i Melodifestivalen 2016 med bidraget "Save Me" i deltävling två, varpå hon tog sig direkt till final efter att ha vunnit deltävlingen. Väl i finalen slutade hon på fjärde plats med sammanlagt 114 poäng, varav 69 poäng kom från de internationella jurygrupperna, och 45 poäng från folket. "Save Me" blev Wiktorias singeldebut och gavs ut den 28 februari 2016 som digital nedladdning. Singeln nådde plats 3 på Sverigetopplistan. Låten låg på Svensktoppen och Sverigetopplistan i 7 respektive 12 veckor, och hamnade som bäst på tredje plats enligt båda listorna.
Wiktoria återkom till Melodifestivalen 2017 och ställde upp med bidraget "As I Lay Me Down" i den fjärde deltävlingen. Hon tog sig direkt till final och var inför avgörandet storfavorit att ta hem tävlingen, men efter att ha blivit placerad som nummer åtta av den internationella juryn, och tvåa av svenska folket, slutade hon och bidraget på totalt sjätte plats med 80 poäng. Låten låg på Sverigetopplistan i 24 veckor och pikade på andra plats, vilket gjorde låten till den mest spelade från 2017 års Melodifestival.
Under Eurovision Song Contest 2017 i Kiev, Ukraina, kom Wiktoria att avlägga den svenska juryns poäng under omröstningen i finalen efter att ha ingått i den svenska juryn.
Wiktoria gör den svenska rösten till karaktären Vaiana i filmen med samma namn från 2016, och i uppföljaren från 2024.

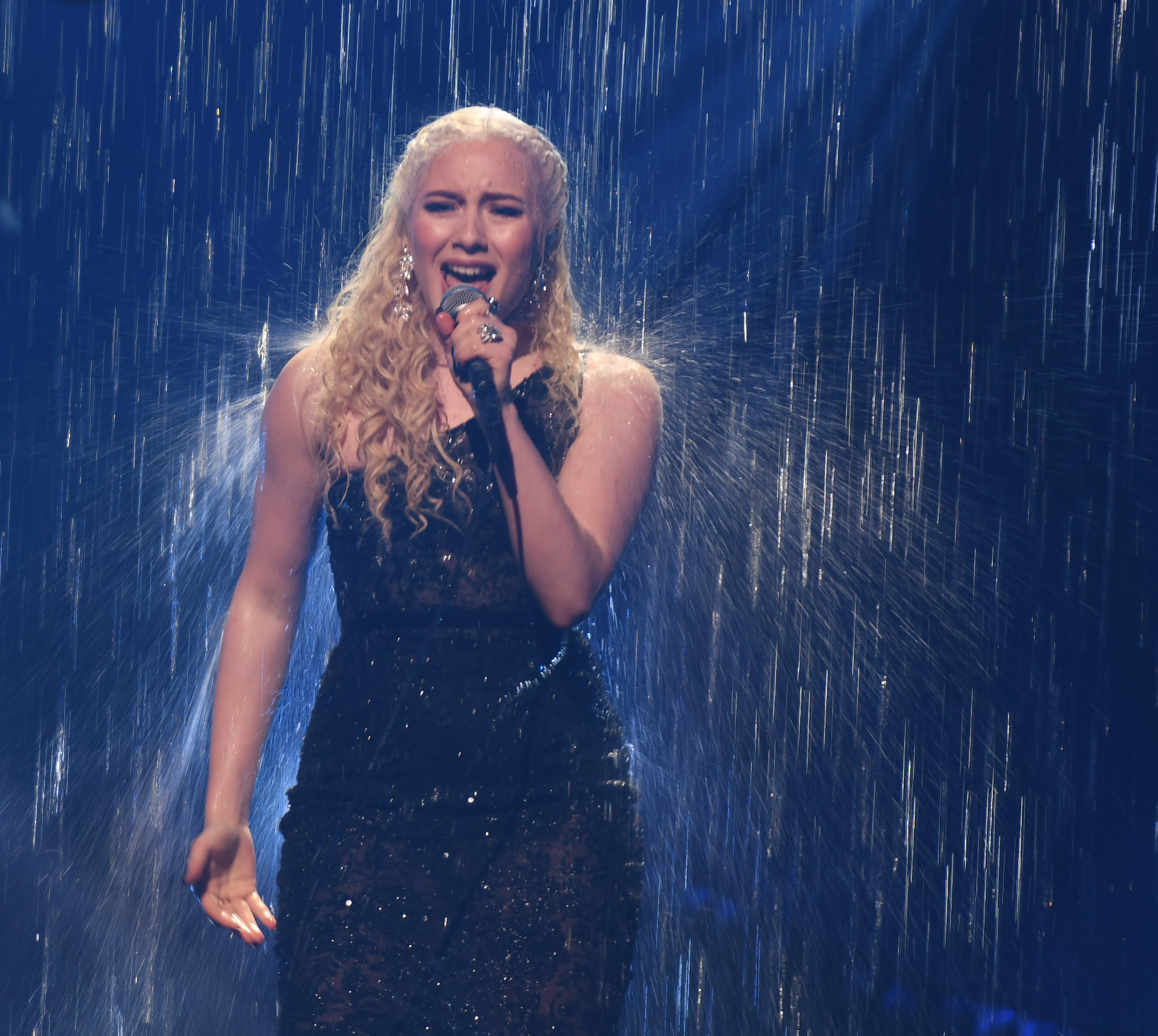
Wiktoria under ett framträdande vid Melodifestivalen 2019.

Wiktoria återkom en tredje gång till Melodifestivalen 2019 och ställde upp med det egenskrivna bidraget "Not With Me" i den första deltävlingen där hon gick direkt vidare till final. Bragden att ta sig vidare direkt till final på de tre första tävlingsförsöken delar Wiktoria enbart med några få andra artister. I finalen blev hon placerad sexa av den internationella juryn samt åtta av svenska folket, vilket resulterade i en sjätteplats.
Wiktoria återkom en fjärde gång till Melodifestivalen 2023 med bidraget "All My Life (Where Have You Been)", skrivet av henne själv, tillsammans med Herman Gardarfve, Melanie Wehbe och Patrik Jean. Bidraget tävlade i den andra deltävlingen i Linköping den 11 februari och slutade där på en femteplats. Detta var första gången sedan Wiktorias melodifestivalendebut år 2016 som hon inte lyckades ta sig till finalen.

## Diskografi

### Solo
| År   | Titel                       | SVE | Certifiering       |
| ---- | --------------------------- | --- | ------------------ |
| 2011 | "Jag behöver dig"           | –   | –                  |
| 2016 | "Save Me"                   | 3   | - GLF: Platinum    |
| 2016 | "Yesterday R.I.P"           | –   | –                  |
| 2016 | "Unthink You"               | –   | –                  |
| 2017 | "As I Lay Me Down"          | 1   | - GLF: 2x Platinum |
| 2017 | "I Won't Stand in Your Way" | –   | –                  |
| 2017 | "Not Just for Xmas"         | –   | –                  |
| 2018 | "Perfect Memory"            | –   | –                  |
| 2018 | "I Told Santa"              | 94  | –                  |
| 2019 | "Not With Me"               | 5   | - GLF: Guld        |
| 2019 | "OMG"                       | –a  | –                  |

a "OMG" pikade som nummer fyra på Veckolista Heatseeker.

### Dash4 The Band
| År   | Titel                | SVE |
| ---- | -------------------- | --- |
| 2013 | ""Turn Up the Love"" | –   |
| 2014 | ""Rewind""           | –   |